# Шидлаускене, Ромуальда
Ромуальда Шидлаускене (лит. Romualda Šidlauskienė; урожд. Виткаускайте (лит. Vitkauskaitė); 11 июля 1956, Вильнюс) — советская и  литовская шашистка (международные шашки), чемпионка СССР 1977 года, бронзовый призёр 1976 и 1981 годов, четырёхкратная чемпионка Литвы. Участница чемпионатов мира 1977 (5 место), 1981 (5 место), 1995 (8 место), 1997 (14 место), чемпионатов Европы 2002 (22 место), 2004 (19 место), 2006 (20 место), 2012 (28 место), 2016 (24 место), 2018 (34 место). Международный мастер.
Вице-президент Федерации шашек Литвы. Проживает в Вильнюсе.